# Schönes Mädchen aus Arcadia
Schönes Mädchen aus Arcadia is een single van Demis Roussos. Het is afkomstig van zijn album Auf Wiedersehn. Het is samen met Auf Wiedersehn de enige Duitstalige single van Roussos die in Nederland werd uitgebracht, het is dan ook afkomstig van zijn enige Duitstalige langspeelplaat. De muziekproducent was geen vreemde in het Duitse taalgebied: Leo Leandros, de vader van Vicky Leandros. Vandaar dat wellicht teruggegrepen wordt op een mooi meisje uit Arcadië. Roussos werkte vanuit Griekenland en Leandros is er geboren. Roussos was ongekend populair in Nederland destijds. Zijn soms in softfocus opgenomen filmpjes voor Toppop wakkerden het exotisch gevoel aan. Munro en Leandros waren ook verantwoordelijk voor Après toi, de hit van Vicky Leandros.
Er is ook een Engelstalige versie: Lovely lady from Arcadia, die haalde de Engelse hitparade niet, net als de Duitse versie.

## Hitnoteringen
De single verkocht goed in het Duitse taalgebied: Duitsland, Oostenrijk (16 weken met een hoogste plaats 7) en Zwitserland (14 weken met een tweede plaats) omarmden het lied. In Nederland en België haalde het een nummer 1-positie. Schönes Mädchen kwam de Nederlandse lijsten binnen toen zijn vorige single nog hoog genoteerd was en verdween toen de opvolger hetzelfde had bereikt.

### Nederlandse Top 40
| Hitnotering: 03-11-1973 t/m 02-02-1974 | Hitnotering: 03-11-1973 t/m 02-02-1974 | Hitnotering: 03-11-1973 t/m 02-02-1974 | Hitnotering: 03-11-1973 t/m 02-02-1974 | Hitnotering: 03-11-1973 t/m 02-02-1974 | Hitnotering: 03-11-1973 t/m 02-02-1974 | Hitnotering: 03-11-1973 t/m 02-02-1974 | Hitnotering: 03-11-1973 t/m 02-02-1974 | Hitnotering: 03-11-1973 t/m 02-02-1974 | Hitnotering: 03-11-1973 t/m 02-02-1974 | Hitnotering: 03-11-1973 t/m 02-02-1974 | Hitnotering: 03-11-1973 t/m 02-02-1974 | Hitnotering: 03-11-1973 t/m 02-02-1974 | Hitnotering: 03-11-1973 t/m 02-02-1974 | Hitnotering: 03-11-1973 t/m 02-02-1974 | Hitnotering: 03-11-1973 t/m 02-02-1974 |
| Week:                                  | 1                                      | 2                                      | 3                                      | 4                                      | 5                                      | 6                                      | 7                                      | 8                                      | 9                                      | 10                                     | 11                                     | 12                                     | 13                                     | 14                                     |                                        |
| -------------------------------------- | -------------------------------------- | -------------------------------------- | -------------------------------------- | -------------------------------------- | -------------------------------------- | -------------------------------------- | -------------------------------------- | -------------------------------------- | -------------------------------------- | -------------------------------------- | -------------------------------------- | -------------------------------------- | -------------------------------------- | -------------------------------------- | -------------------------------------- |
| Positie:                               | 23                                     | 9                                      | 4                                      | 2                                      | 1                                      | 1                                      | 2                                      | 2                                      | 2                                      | 4                                      | 5                                      | 15                                     | 25                                     | 37                                     | uit                                    |

### NederlandseDaverende 30
| Hitnotering: 03-11-1973 t/m 26-01-1974 | Hitnotering: 03-11-1973 t/m 26-01-1974 | Hitnotering: 03-11-1973 t/m 26-01-1974 | Hitnotering: 03-11-1973 t/m 26-01-1974 | Hitnotering: 03-11-1973 t/m 26-01-1974 | Hitnotering: 03-11-1973 t/m 26-01-1974 | Hitnotering: 03-11-1973 t/m 26-01-1974 | Hitnotering: 03-11-1973 t/m 26-01-1974 | Hitnotering: 03-11-1973 t/m 26-01-1974 | Hitnotering: 03-11-1973 t/m 26-01-1974 | Hitnotering: 03-11-1973 t/m 26-01-1974 | Hitnotering: 03-11-1973 t/m 26-01-1974 | Hitnotering: 03-11-1973 t/m 26-01-1974 | Hitnotering: 03-11-1973 t/m 26-01-1974 |
| Week:                                  | 1                                      | 2                                      | 3                                      | 4                                      | 5                                      | 6                                      | 7                                      | 8                                      | 9                                      | 10                                     | 11                                     | 12                                     |                                        |
| -------------------------------------- | -------------------------------------- | -------------------------------------- | -------------------------------------- | -------------------------------------- | -------------------------------------- | -------------------------------------- | -------------------------------------- | -------------------------------------- | -------------------------------------- | -------------------------------------- | -------------------------------------- | -------------------------------------- | -------------------------------------- |
| Positie:                               | 20                                     | 14                                     | 5                                      | 1                                      | 1                                      | 1                                      | 2                                      | 2                                      | 2                                      | 6                                      | 16                                     | 30                                     | uit                                    |

### VlaamseRadio 2 Top 30
| Hitnotering: 17-11-1973 t/m 02-02-1974 | Hitnotering: 17-11-1973 t/m 02-02-1974 | Hitnotering: 17-11-1973 t/m 02-02-1974 | Hitnotering: 17-11-1973 t/m 02-02-1974 | Hitnotering: 17-11-1973 t/m 02-02-1974 | Hitnotering: 17-11-1973 t/m 02-02-1974 | Hitnotering: 17-11-1973 t/m 02-02-1974 | Hitnotering: 17-11-1973 t/m 02-02-1974 | Hitnotering: 17-11-1973 t/m 02-02-1974 | Hitnotering: 17-11-1973 t/m 02-02-1974 | Hitnotering: 17-11-1973 t/m 02-02-1974 | Hitnotering: 17-11-1973 t/m 02-02-1974 | Hitnotering: 17-11-1973 t/m 02-02-1974 | Hitnotering: 17-11-1973 t/m 02-02-1974 |
| Week:                                  | 1                                      | 2                                      | 3                                      | 4                                      | 5                                      | 6                                      | 7                                      | 8                                      | 9                                      | 10                                     | 11                                     | 12                                     |                                        |
| -------------------------------------- | -------------------------------------- | -------------------------------------- | -------------------------------------- | -------------------------------------- | -------------------------------------- | -------------------------------------- | -------------------------------------- | -------------------------------------- | -------------------------------------- | -------------------------------------- | -------------------------------------- | -------------------------------------- | -------------------------------------- |
| Positie:                               | 19                                     | 1                                      | 1                                      | 1                                      | 1                                      | 1                                      | 4                                      | 6                                      | 9                                      | 20                                     | 27                                     | 27                                     | uit                                    |